# Kanton Rennes-6
Der Kanton Rennes-6 (bretonisch Kanton Roazhon-6) ist seit 2015 ein französischer Wahlkreis im Arrondissement Rennes, im Département Ille-et-Vilaine und in der Region Bretagne; sein Hauptort ist Rennes.

## Geschichte
Der Kanton entstand 2015 mit der Neuordnung der Kantone in Frankreich aus Teilen von aufgelösten Kantonen in der Region Rennes.

## Lage
Der Kanton liegt im Zentrum des Départements Ille-et-Vilaine.

## Gemeinden
Der Kanton besteht aus 2 Gemeinden und Gemeindeteilen mit insgesamt 47.624 Einwohnern (Stand: 1. Januar 2022) auf einer Gesamtfläche von 44,77 km²:
| Gemeinde        | Gallo   | Bretonisch | Einwohner (2022) | Fläche (km²) | Code postal | Code Insee |
| --------------- | ------- | ---------- | ---------------- | ------------ | ----------- | ---------- |
| Pacé            | Paczaé  | Pazieg     | 11.815           | 34,94        | 35740       | 35210      |
| Rennes          | Resnn   | Roazhon    | 35.809           | 9,83         | 35200       | 35238      |
| Kanton Rennes-6 | Resnn-6 | Roazhon-6  | 47.624           | 44,77        | -           | 3523       |

1. ↑  Nur der nordwestliche Teil der Gemeinde, der Rest verteilt sich auf die Kantone Rennes-1, Rennes-2, Rennes-3, Rennes-4 
 und Rennes-5,.

## Politik
Im 1. Wahlgang am 22. März 2015 erreichte keines der fünf Wahlpaare die absolute Mehrheit. Bei der Stichwahl am 29. März 2015 gewann das Gespann François André/Véra Briand (beide PS) gegen Johann Caillard/Anaïs Jehanno (beide UMP) mit einem Stimmenanteil von 54,71 % (Wahlbeteiligung:47,70 %).
| Vertreter im conseil général des Départements | Vertreter im conseil général des Départements | Vertreter im conseil général des Départements |
| Amtszeit                                      | Name                                          | Partei                                        |
| --------------------------------------------- | --------------------------------------------- | --------------------------------------------- |
| 2015–2021                                     | Véra Briand                                   | PS                                            |
| 2015–2020                                     | François André                                | DVG                                           |
| 2020–2021                                     | Loïc Le Fur                                   | PS                                            |
| 2021–                                         | Jean-Paul Guidoni Régine Komokoli             | EELV                                          |